# Мешак Елиа
Мешак Елиа Лина (на френски: Meschak Elia Lina) е футболист на ДР Конго, играещ като полузащитник за швейцарския Йънг Бойс и националния отбор на ДР Конго. Участник в Купа на африканските нации 2016 – (Шампион) и 2023 – (4 място). През 2024 на последния турнир бележи гола за отбора си в 1/8 финалите срещу Египет за равенството - 1:1 (с дузпи 8:7).

## Успехи
Мазембе (Лубумбаши)
- Линафут
  -  Шампион на ДР Конго (2): 2015/16, 2016/17
- Суперкупа на КАФ
  -   Носител (1): 2016
- Купа на конфедерациите на КАФ
  -   Носител (2): 2016, 2017

 Йънг Бойс (Берн)
- Швейцарска Супер лига
  -  Шампион на Швейцария (3): 2019/20, 2020/21, 2023/24
- Купа на Швейцария
  -   Носител (2): 2019/20, 2022/23

 ДР Конго
- Купа на африканските нации
  -  Носител (1): 2016
  - 4-то място (1): 2024